# Mazda3
Mazda3 (též Mazda 3) je osobní automobil třídy C vyráběný automobilkou Mazda v Japonsku. Na japonský trh se dodává pod názvem Mazda Axela. Vůz Mazda3 byl uveden na trh s modelovým rokem 2004 a nahradil dřívější model Mazda 323 (též zvaný Familia nebo Protegé). Sportovní varianta automobilu Mazda3 se prodává v Evropě pod názvem Mazda3 MPS, v Severní Americe jako Mazdaspeed3. Model Mazda3 byl motoristickými novináři přijat obecně pozitivně. Do své třetí generace to byl nejprodávanější model značky, od té doby ho překonává kompaktní SUV Mazda CX-5.

## První generace (BK; 2003–2008)

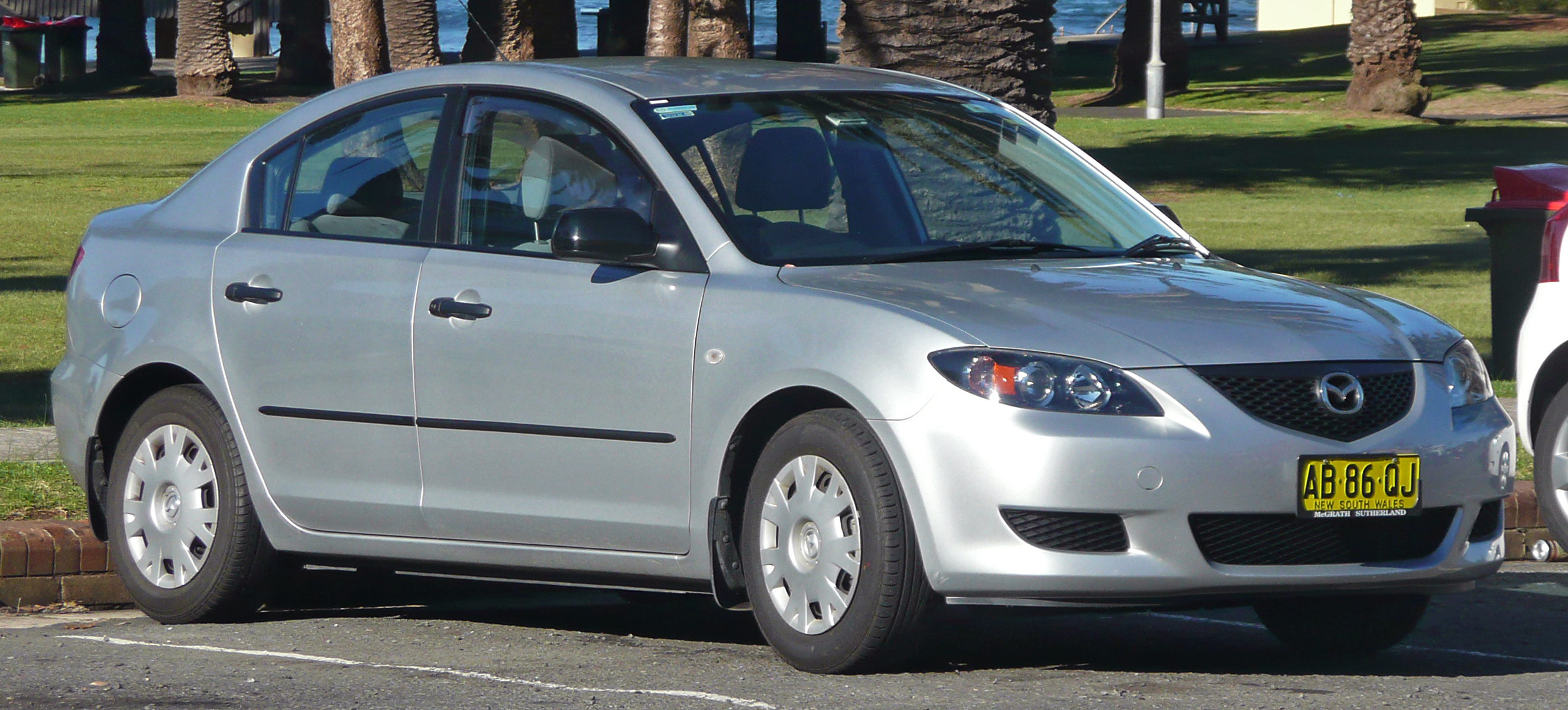
Mazda 3 první generace

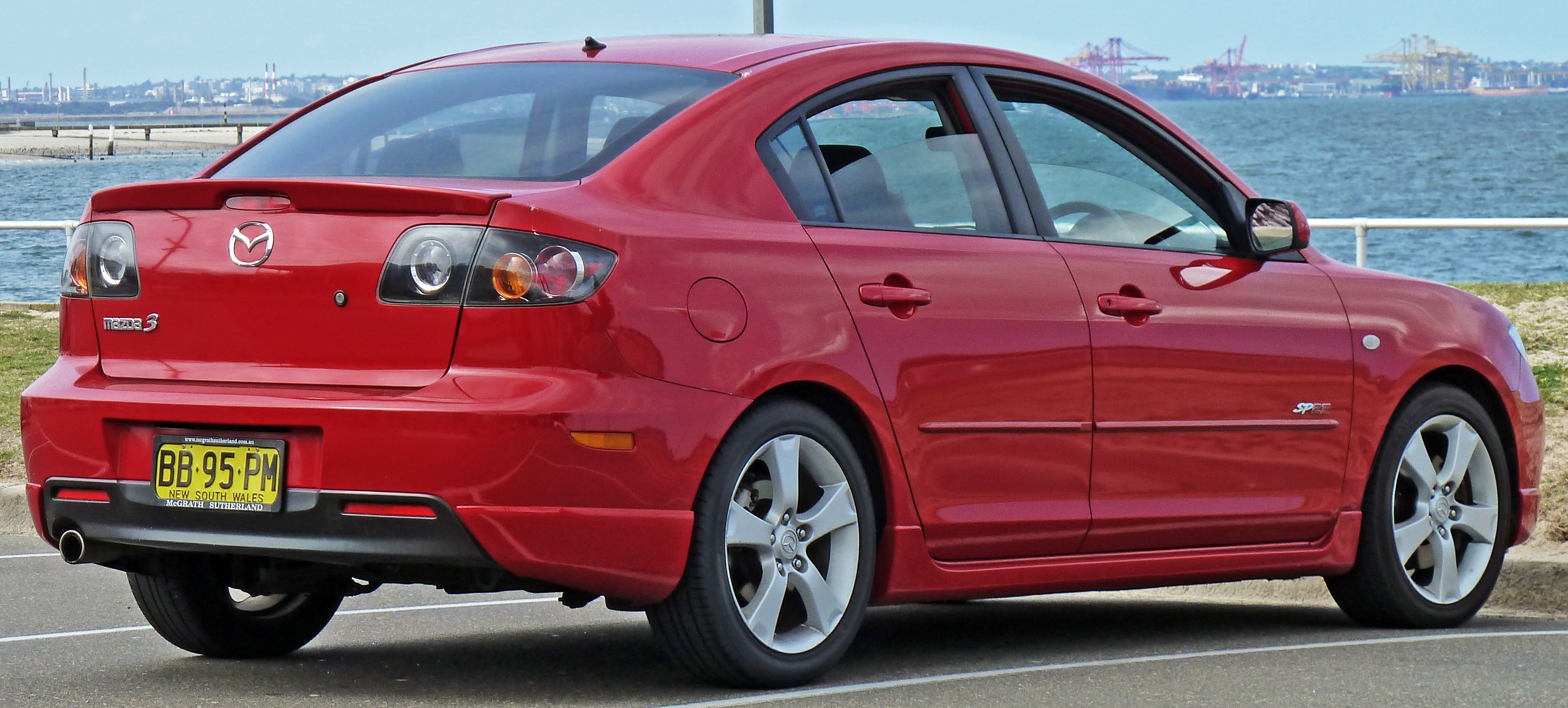
První generace Mazdy 3 sedan

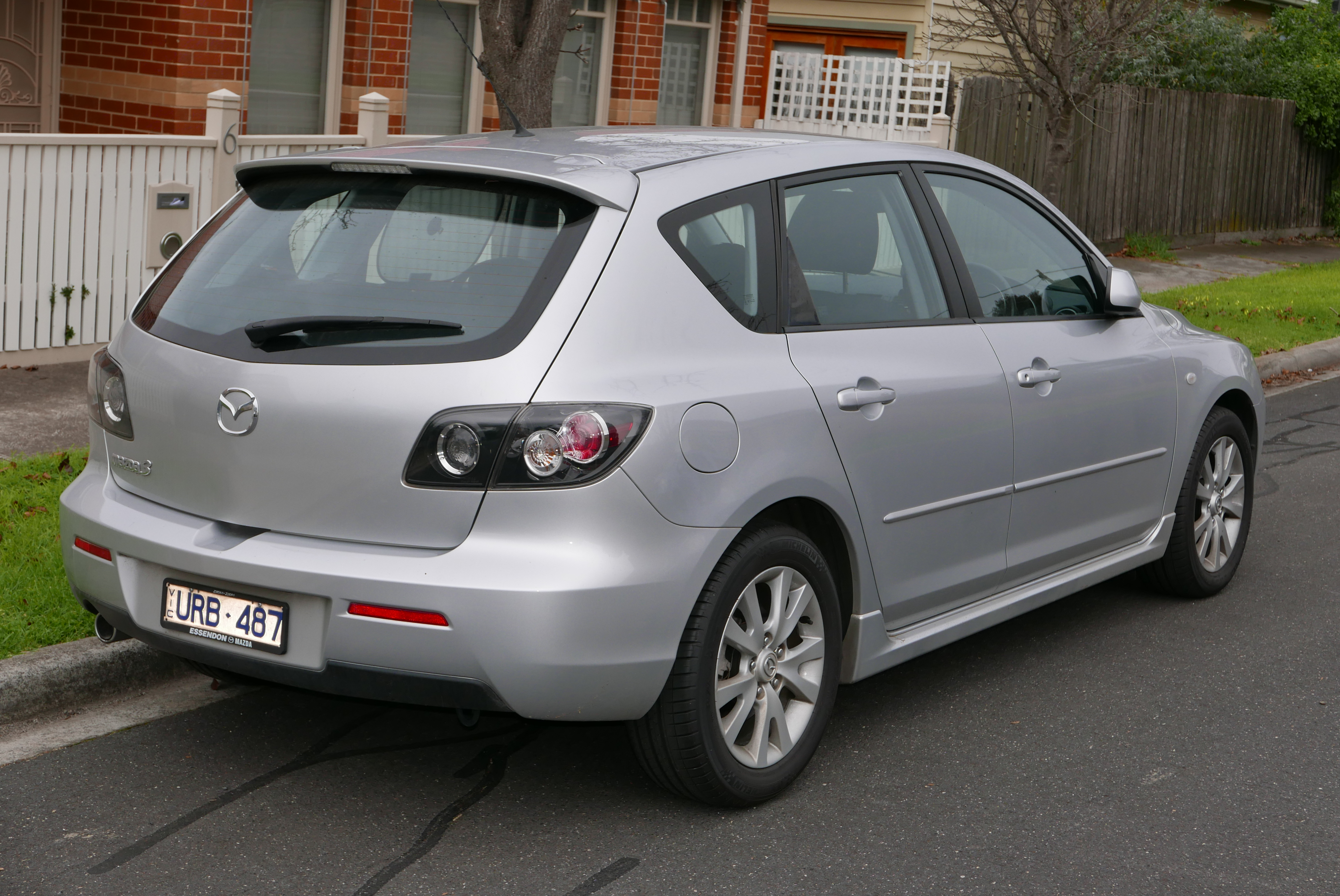
První generace Mazdy 3 hatchback

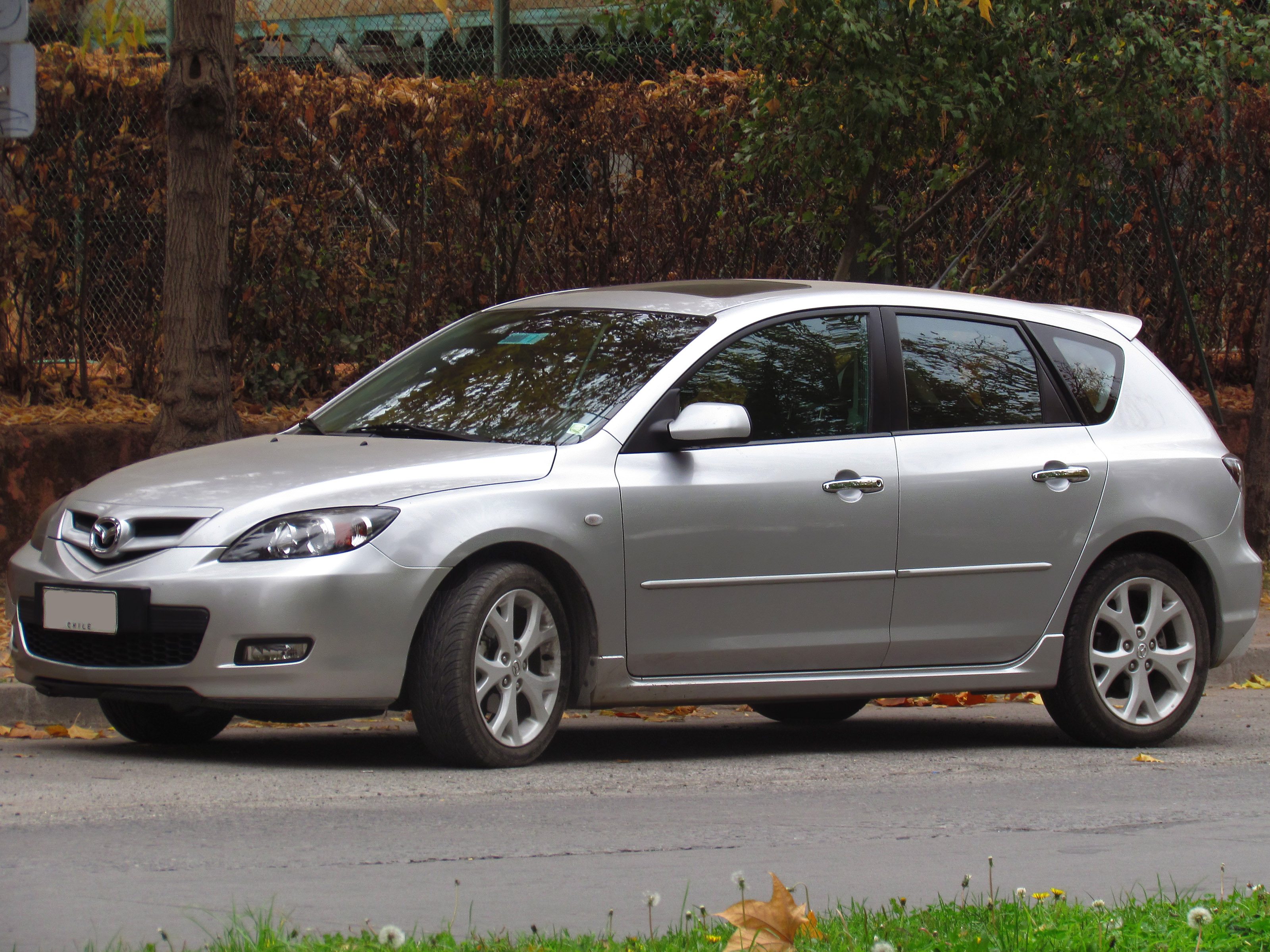
Mazda 3 facelift (2008)

První generace tohoto modelu byla představena v roce 2003. K dispozici je ve dvou variantách, pětidveřového hatchbacku, nesoucího v Kanadě, Japonsku a Spojených státech označení Sport a čtyřdveřového sedanu, někdy označovaného v Evropě jako "coupé".
V roce 2006 byl tento vůz druhým nejprodávanějším automobilem v Kanadě, v letech 2005–2007 byl nejprodávanějším vozem v Izraeli.
Při svém uvedení na americký trh byl vůz Mazda3 dostupný pouze ve dvou verzích, "i" a "s", s motorem 2.0, resp. 2.3. Později přibyly i další verze pod označením Touring a Grand Touring. V Velké Británii byly nabízeny verze S, TS, TS2, Sport a nejvyšší verze Mazda 3 MPS (Mazda Performance Series) s přeplňovaným motorem 2.3. Od dubna 2008, kdy došlo ke v zásadě kosmetickému faceliftu, došlo u verzí pro Velkou Británii k určitým změnám, kdy řada nyní začíná verzí S, pak následuje Takara (nahrazující TS), Tamara Special Edition a dále Sport a MPS jako dříve.

### Konstrukce
Podvozek je postaven na globální platformě Ford C1 koncernu Ford, používané též pro vozy Ford Focus, Ford C-MAX, Ford Kuga, Volvo C30, Volvo S40 II, Volvo V50, Volvo C70 II, Mazda Biante a Mazda CX-7. Rozměry jsou: šířka 1750 mm, výška 1500 mm, rozvor 2639 mm a délka 4485 mm až 4540 mm. Objem kufru je 300 l, po sklopení sedaček je to 635 l. Karoserie vycházela z konceptu MX-Sportif.
Přední náprava je typu MacPherson s vinutými pružinami a příčným stabilizátorem. Zadní náprava je víceprvková typu "E-link" společnosti Ford se čtyřmi prvky na každé polonápravě a s příčným stabilizátorem, odpružená vinutými pružinami montovanými souose s tlumiči pérování (pro co nejmenší omezení zavazadlového prostoru). Na všech čtyřech kolech jsou standardně kotoučové brzdy, vpředu s kotouči o průměru 300 mm a vzadu 279 mm. Systémy ABS a EBD jsou podle úrovně výbavy montovány standardně nebo za příplatek. Rozměry disků a pneumatik se využívá více, od patnáctipalcových u základní verze po sedmnáctipalcových u vyšších verzí.
Všechny verze používají řadové čtyřválcové motory Mazda MZR objemu 1,4l až 2,3l o výkonu 62kW až 196kW, včetně turbodieselového motoru Mazda Z, v závislosti na konkrétní verzi a trhu. Převodovky jsou pětistupňové nebo šestistupňové manuální a čtyřstupňové nebo pětistupňové automatické. Od modelového roku 2006 je u vozů s motorem 2.3 možno zvolit též pětistupňovou automatickou převodovku. Tato převodovka se nyní stala standardní pro vozy s motorem 2.0 prodávané v Japonsku (pouze u vozů s pohonem předních kol), jakou součást malého faceliftu na začátku roku 2008, který zahrnuje jiný design nárazníků a kol, jinou barevnost vozu, tužší rám a lepší materiály v interieru.

### Motory
| Označení       | Válců/ vent. | Výkon          | Točivý moment     | Převodovka | K.spotřeba l/100 km | Max. rychlost | Zrychlení 0–100 km/h |
| -------------- | ------------ | -------------- | ----------------- | ---------- | ------------------- | ------------- | -------------------- |
| 1.4i           | 4/4          | 62 kW (84 k)   | 122 Nm @ 4000 rpm | 5°M        | 7,1                 | 169           | 14,3                 |
| 1.6i           | 4/4          | 77 kW (105 k)  | 145 Nm @ 4000 rpm | 5°M/4°A    | 7,2                 | 182           | 11                   |
| 2.0i           | 4/4          | 110 kW (150 k) | 187 Nm @ 4500 rpm | 5°M/4°A    | 8,2                 | 208           | 9                    |
| MPS 2.3i turbo | 4/4          | 191 kW (260 k) | 380 Nm @ 3000 rpm | 6°M        | 9,7                 | 250           | 6,1                  |
| 2.0 CD         | 4/4          | 105 kW (143 k) | 360 Nm @ 2000 rpm | 6°M        | 6                   | 203           | 9,9                  |

### Mazda3 MPS (Mazdaspeed3)
Mazda3 MPS (též Mazdaspeed3) je sportovní vůz založený na standardním vozu Mazda3. Tento model byl poprvé představen v roce 2006 na ženevském autosalonu. V roce 2007 by model uveden na severoamerický trh. V Japonsku se vůz nazývá Mazdaspeed Axela, v Evropě Mazda3 MPS a v Americe Mazdaspeed3. Je konkurentem poslední generace vozů kategorií hot hatch a sportovních kompaktů. Pohání ho čtyřválcový motor MZR 2.3 DISI Turbo, má šestistupňovou manuální převodovku, diferenciál s omezenou svorností, vylepšené brzdy, odpružení, pneumatiky, rám a další zlepšení oproti standardní verzi.

### Spolehlivost
Mazda3 patří mezi nejspolehlivější osobní automobily. V roce 2008 v žebříčku spolehlivosti sestavovaného německou organizací TÜV, označované jako nejvíce věrohodné studie automobilů, obsadil vůz Mazda3 první místo jako vůbec nejspolehlivější automobil se stářím 1-3 roky (1,2 % vážných závad). V žebříčku německého autoklubu ADAC pak v roce 2007 obsadil 4. místo (ze 16 porovnávaných) mezi vozy nižší střední třídy. Provozovatel německé STK, organizace DEKRA, umístila vůz Mazda3 na 3. místo ve třídě kompaktních vozů do 50 tisíc najetých kilometrů (94 % vozidel bez závad), u vozů mezi 50 až 100 tisíci kilometry pak na 2. místo (84,5 % bez závad).

## Druhá generace (BL; 2008–2013)

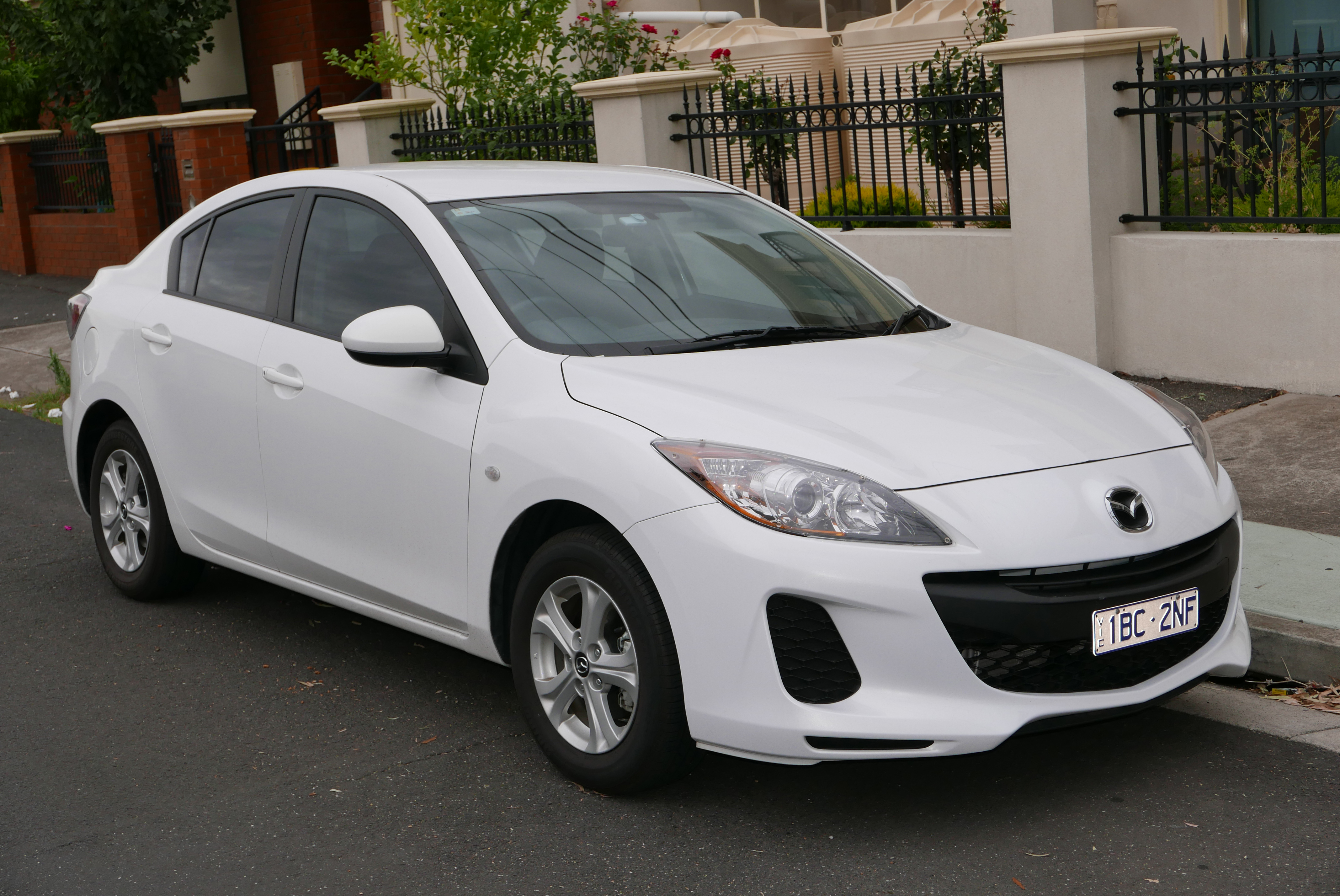
Druhá generace Mazdy 3

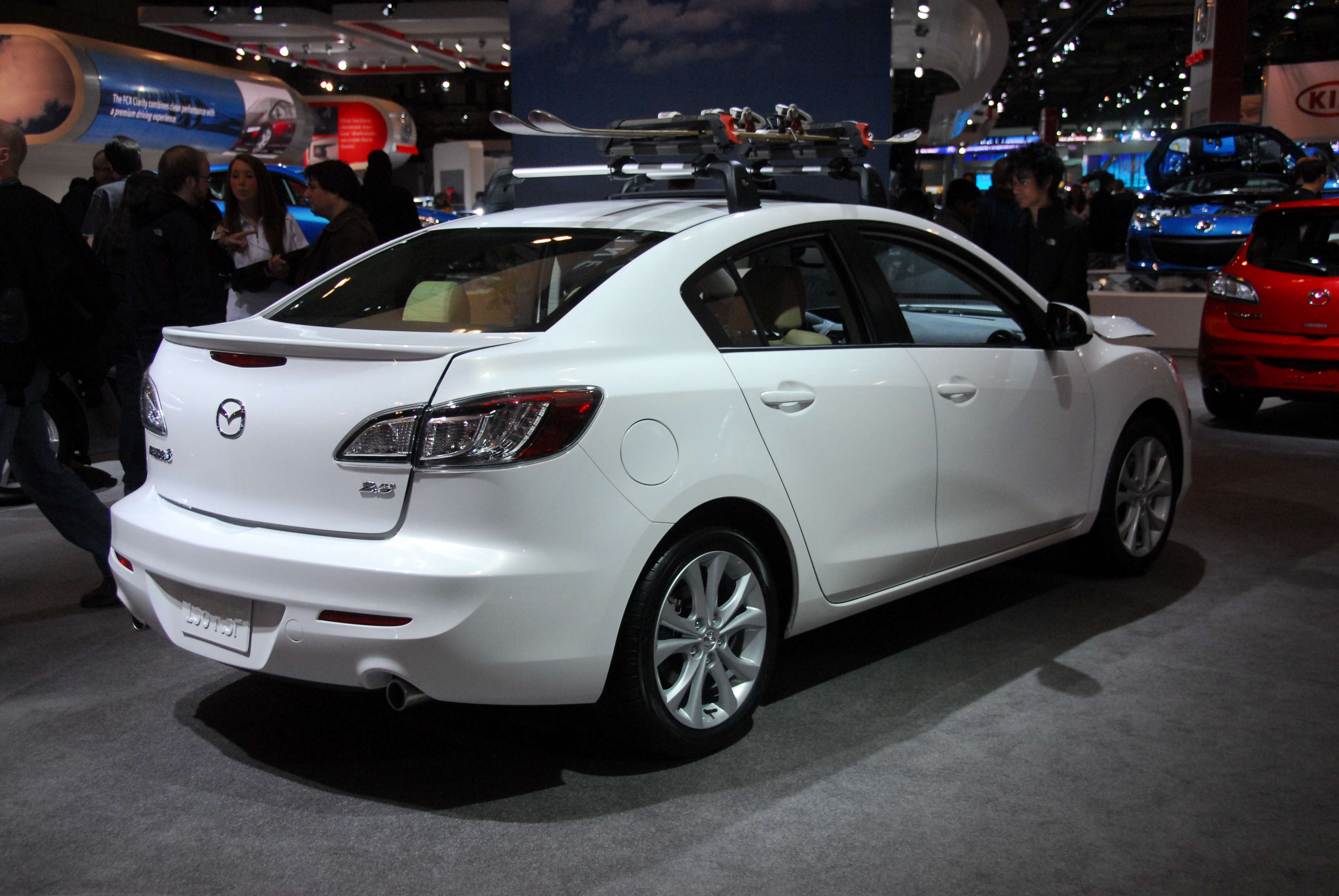
Druhá generace Mazdy 3

Ke konci roku 2008 byla představena druhá generace. Stejně jako ta první se prodává ve verzích 5D hatchback a sedan. Nechybí ani sportovní varianta MPS (191kW/260k). Rozměry jsou: šířka 1755 mm, výška 1470 mm, rozvor 2640 mm a délka 4505-4595 mm. Podvozek je postaven na stejné platformě Ford C1 jako první generace, ale konstrukce podlahy je výrazně vyztužena. Díky tomu v bariérovém testu Euro NCAP získala tato generace poprvé pět hvězdiček.

### Motory
| Označení       | Válců/ vent. | Výkon          | Točivý moment     | Převodovka | K.spotřeba l/100 km | Max. rychlost | Zrychlení 0–100 km/h |
| -------------- | ------------ | -------------- | ----------------- | ---------- | ------------------- | ------------- | -------------------- |
| 1.6i           | 4/4          | 77 kW (105 k)  | 145 Nm @ 4000 rpm | 5°M        | 6,3                 | 188           | 12,2                 |
| 2.0i           | 4/4          | 111 kW (151 k) | 191 Nm @ 4500 rpm | 6°M/A      | 6,8                 | 206           | 10,4                 |
| MPS 2.3i turbo | 4/4          | 191 kW (260 k) | 380 Nm @ 3000 rpm | 6°M        | 9,6                 | 250           | 6,1                  |
| 1.6 CD         | 4/4          | 85 kW (115 k)  | 270 Nm @ 2500 rpm | 6°M        | 4,4                 | 186           | 11                   |
| 2.2 CD         | 4/4          | 110 kW (150 k) | 360 Nm @ 2600 rpm | 6°M        | 5,4                 | 208           | 9,2                  |
| 2.2 CD         | 4/4          | 136 kW (185 k) | 400 Nm @ 3000 rpm | 6°M        | 8,2                 | 213           | 5,4                  |

## Třetí generace (BM, BN; 2013–2019)

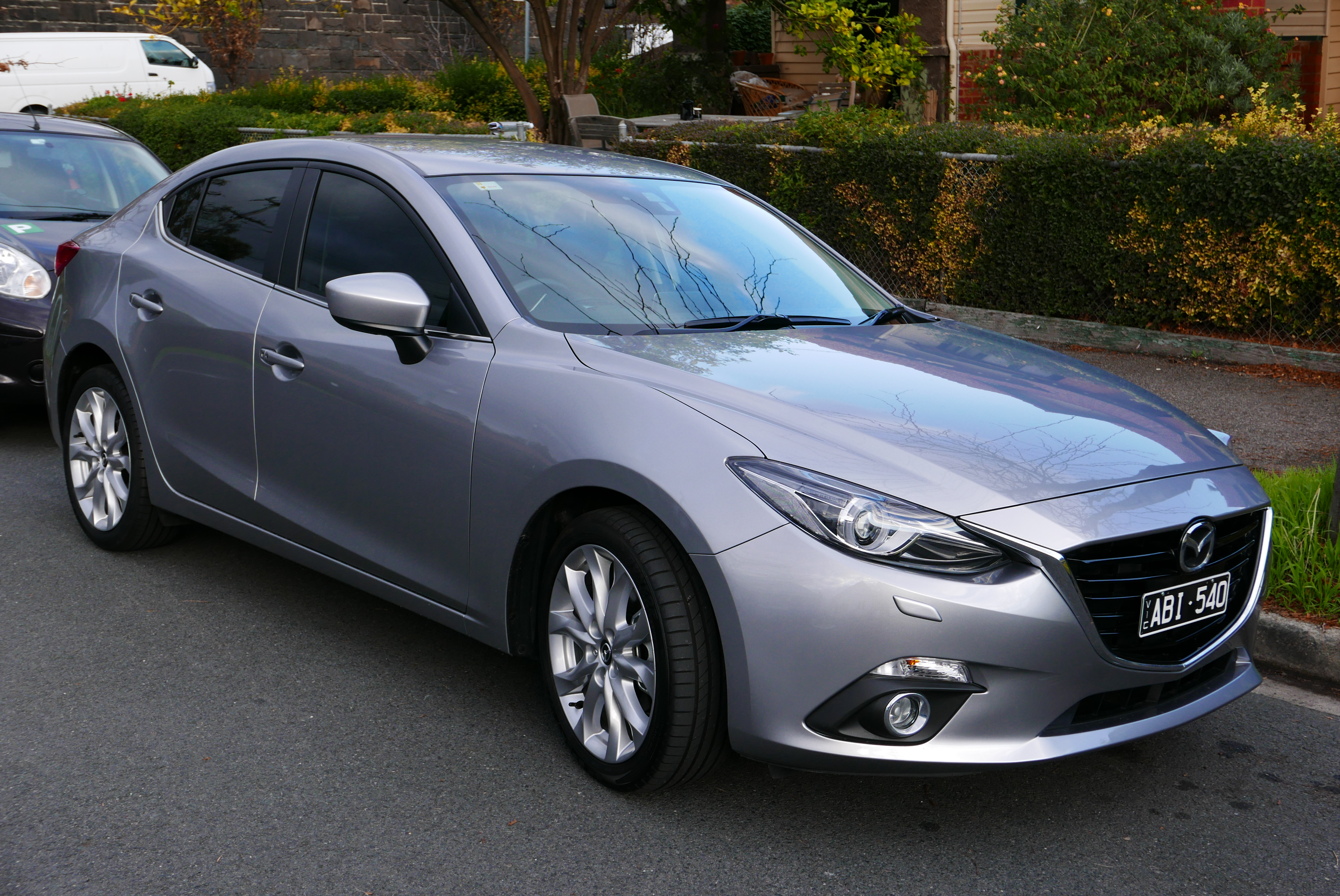
Třetí generace Mazdy 3

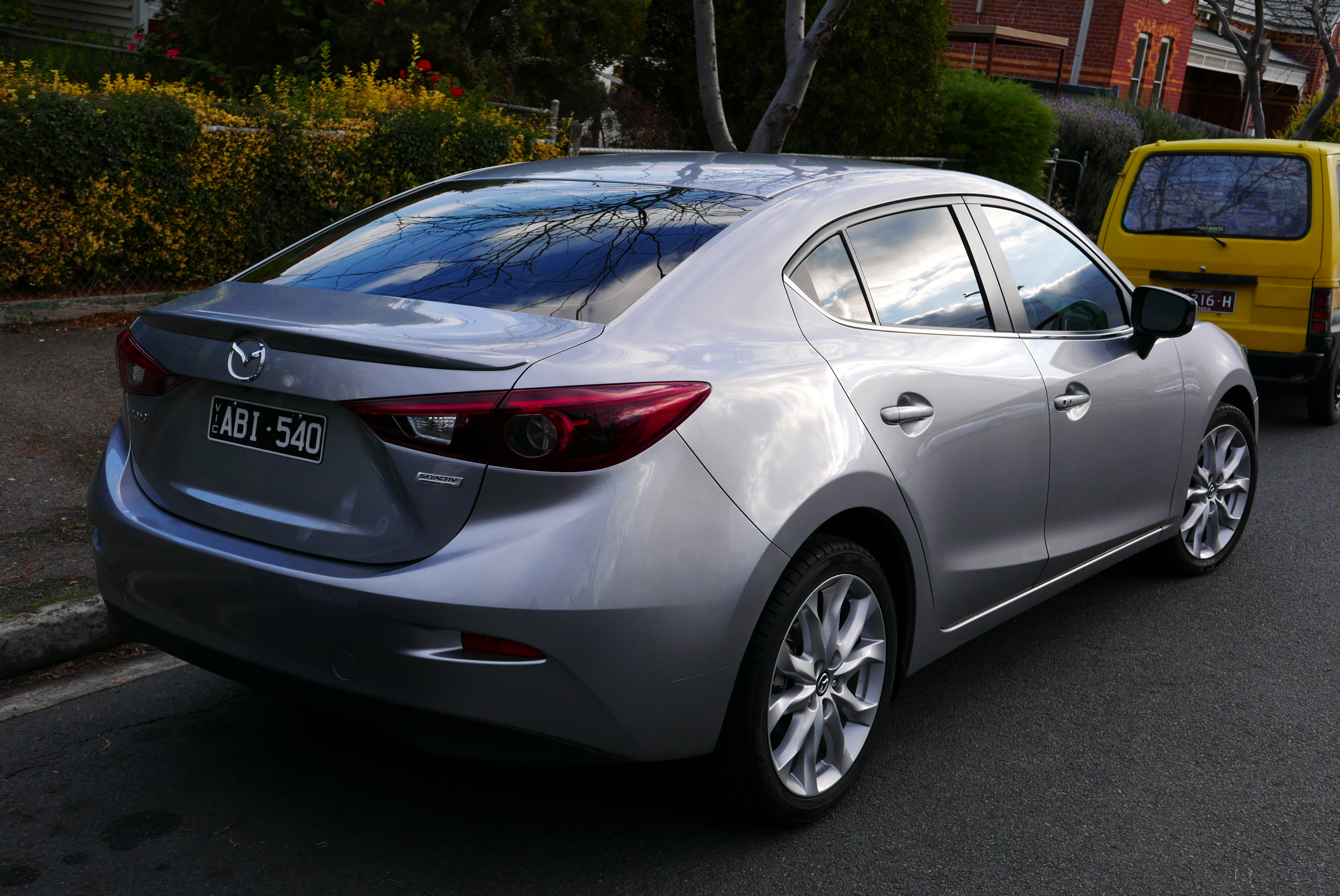
Třetí generace Mazdy 3

V roce 2013 byla představena třetí generace. Ta už je postavena na zcela nové platformě Skyactiv, která je lehčí a tužší. Design třetí generace je navržen podle nového designérského směru Mazdy, zvaného KODO. Rozměry jsou: šířka 1795 mm, výška 1455 mm, rozvor 2700 mm a délka 4460-4580 mm.

### Motory
| Označení | Válců/ vent. | Výkon          | Točivý moment     | Převodovka | K.spotřeba l/100 km | Max. rychlost | Zrychlení 0–100 km/h |
| -------- | ------------ | -------------- | ----------------- | ---------- | ------------------- | ------------- | -------------------- |
| 1.5 G    | 4/4          | 74 kW (100 k)  | 150 Nm @ 4000 rpm | 6°M        | 5,1                 | 182           | 10,6                 |
| 2.0 G    | 4/4          | 88 kW (120 k)  | 210 Nm @ 4000 rpm | 6°M/6°A    | 5,1                 | 195           | 8,9                  |
| 2.0 G    | 4/4          | 120 kW (165 k) | 210 Nm @ 4000 rpm | 6°M        | 5,8                 | 210           | 8,2                  |
| 2.2 D    | 4/4          | 110 kW (150 k) | 380 Nm @ 1800 rpm | 6°M/6°A    | 4,1                 | 210           | 8,1                  |

## Čtvrtá generace (BP; 2019-dodnes)

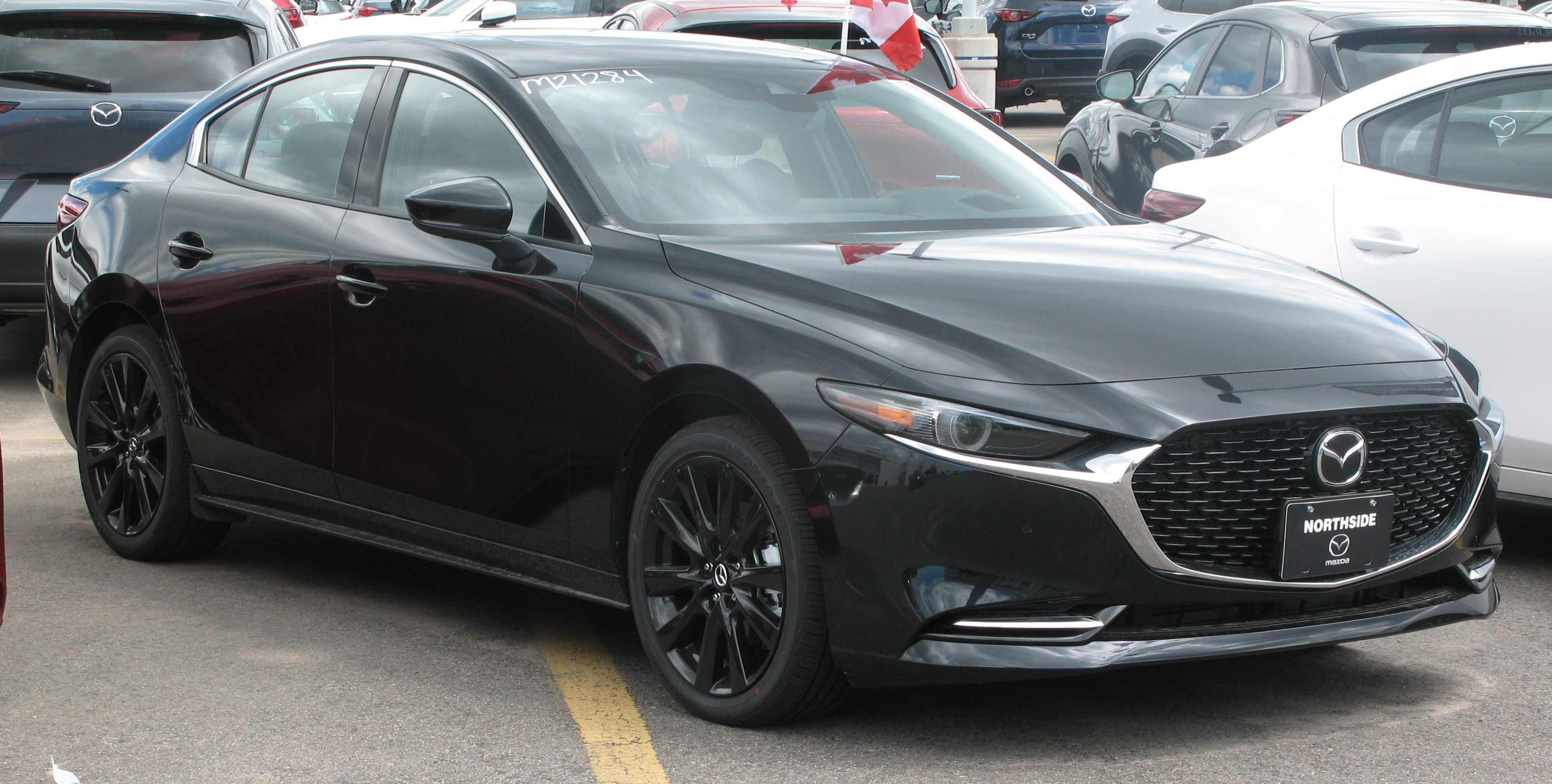
Čtvrtá generace Mazdy 3

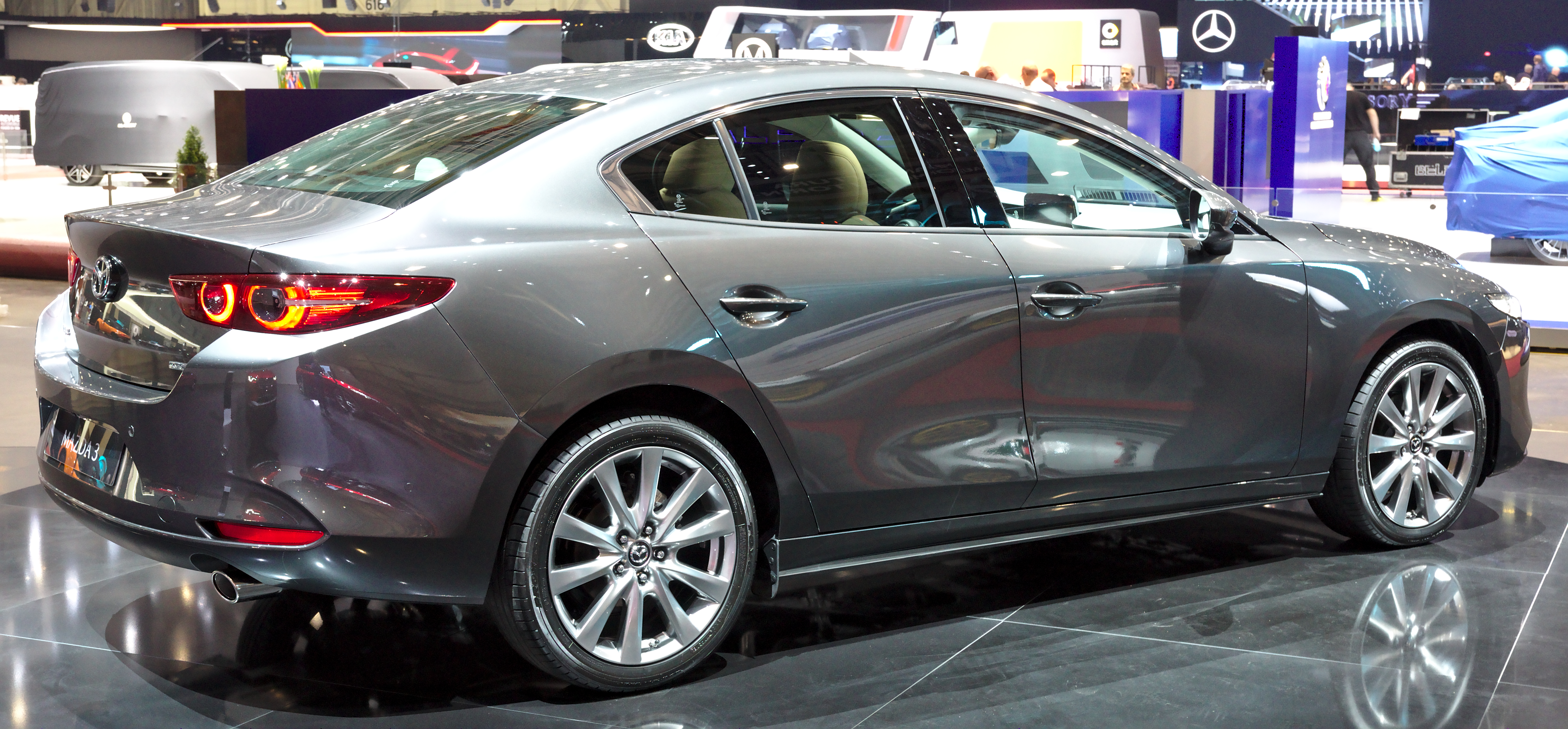
Čtvrtá generace Mazdy 3

Čtvrtá generace byla představena na konci roku 2018 a do prodeje vstoupila na začátku roku 2019. Je postavena na nové platformě a stejně jako u všech předešlých generací je vůz nabízen ve verzi hatchback a sedan. Rozměry jsou: šířka 1796 mm, výška 1440-1445 mm, rozvor 2725 mm a délka 4460-4661 mm.

### Motory
| Označení | Válců/ vent. | Výkon          | Točivý moment     | Převodovka | K.spotřeba l/100 km | Max. rychlost | Zrychlení 0–100 km/h |
| -------- | ------------ | -------------- | ----------------- | ---------- | ------------------- | ------------- | -------------------- |
| 2.0 G    | 4/4          | 90 kW (122 k)  | 213 Nm @ 4000 rpm | 6°M/6°A    | 5,2                 | 197           | 10,4                 |
| 2.0 X    | 4/4          | 132 kW (181 k) | 222 Nm @ 4000 rpm | 6°M/6°A    | 5,4                 | 216           | 8,2                  |
| 1.8 D    | 4/4          | 87 kW (116 k)  | 270 Nm @ 2600 rpm | 6°M/6°A    | 4,2                 | 194           | 10,3                 |